# Jean de La Teillaye
Jean de la Teillaye, écuyer, chevalier, secrétaire du duc de Berry, receveur général à Carcassonne, receveur général en Languedoc, conseiller et ¨Panetier du roi de France.
Il épouse Jeannette, fille naturelle du Connétable de France Louis de Sancerre. Celle-ci héritera de son père défunt deux mille livres et son hôtel de Carcasonne avec ses dépendances.

## Détails de sa vie
Jean de La Teillaye, qualifié comme l'un des chevaliers de la compagnie d'Olivier IV de Rohan, seigneur de Montauban, chevalier, est présent lors d'une montre faite le 10 avril 1371 pour le siège de Bécherel.
Il est mentionné dans une autre montre du 22 août 1380, avec deux chevaliers et sept écuyers, au Mans. Jean et Lancelot de la Teillaie, chevaliers, commandent chacun une compagnie à Craon en 1380.
Secrétaire du duc de Berry et de Charles VI, il devint receveur en 1398 à Carcassonne et receveur général en Languedoc, commis par le connétable Louis de Sancerre (1399), garde du petit scel de Montpellier, panetier du roi, conseiller et trésorier général de la reine de Sicile, viguier de Béziers, conseiller du dauphin Charles.
Louis, duc d'Orléans, demanda à Jean de La Teillaye, de payer à Robert de Bonnay, chevalier, son chambellan, 200 livres tournois.
Jean de La Teillaye, Panetier du roi, est seigneur du Mesnil-Aubry du chef de Jeanne Dupuis, sa femme, le 1er octobre 1409. Jean de La Teillaye (1410) qui n'exerça sa charge à Caen que pendant quelques mois avant d'être nommé receveur des aides dans la généralité de Paris.
Alors que Jean était conseiller du roi, Jean Seaume, seigneur de Chateauneuf, receveur général, lui accorda une somme pour le dédommager à l'occasion des avances qu'il a faites pour le prix de coites d'armes, bannières, étendards et panonceaux, qu'il a commandés à Avignon, par ordre du roi Charles VII, aux mois de mai et juin, pour l'équipement de l'armée qui allait être mise en campagne, etc. (Mehun-sur-Yèvre, 13 novembre 1425).
Il fait partie de l'administration du roi de Sicile, René d'Anjou.

## Famille, Descendance et héritiers
- Jean II de La Teillaye, son fils, ép. Anne  Boulargne,
- Jean III de La Teillaye, seigneur de la Chaise, son petit-fils, ép. Marie Geoffroy,
- Jehanne de La Teillaye, son arrière-petite fille, épouse le 14 septembre 1506 Guillaume Tenon († en 1526), Seigneur de Nanvignes en pie et Fonfaye [19] dont :
- Guillaume II Tenon †/1585
- Jean V Tenon
- Étienne Tenon
- Jeanne Tenon

```
Guillaume IV TENON, sgr de Nanvignes en Pie (1580
```

## Divers
- Jean de la Teillaie, était malade de la maladie contagieuse et cloué au lit dans son logis, quand Lancelot, son frère, vint à la tête de sept brigands enfoncer le 1er mars 1449 sa porte [20],[21] de sa maison de la Perrine en Athée, ancien fief de la baronnie de Craon. Les malfaiteurs pillèrent l'habitation et « donnèrent plusieurs coups audict malade. » Puis, ils se retirèrent avec leur butin[22]. Ils furent bientôt arrêtés et condamnés à 300 livres tournois[23].

- Le Manoir de La Teillais était la propriété de la famille Teillaye ou Teillais en 1388[24].
- Ses armoiries seraient D'azur, au chevron d'or, accompagné de trois étoiles du même.